# I Kannibalernes Klør
I Kannibalernes Klør er en amerikansk stumfilm fra 1919 af Wallace Worsley.

## Medvirkende
- Blanche Sweet som Alice Dane
- Wheeler Oakman som Bobby Ralston
- Wilfred Lucas som John Thornbull
- Wesley Barry som Danny Thomas
- Frederick Star som Cetygoola